# C17H25N3O2
化学式C17H25N3O2（摩尔质量：303.399 g/mol）可以指：
- 维格列汀，CAS号：274901-16-5
- (2-(1-(环丁基亚氨基)-2-苯乙基)肼-1-羧酸叔丁酯，CAS号：1053657-71-8

|  | 这个同类索引页列出了具有相同分子式的化学物（即同分異構體）条目。 除非您是有意链接至本页，否则应将相应条目的内部链接指向正确的条目。 |